# 黄枝油杉
黄枝油杉（学名：Keteleeria calcarea）是松科油杉属的植物，为中国的特有植物。分布在中国大陆的贵州、广西临桂等地，生长于海拔560米至1,100米的地区，常生于石地、山坡或石灰岩山坡，目前尚未由人工引种栽培。